# Riudellots de la Selva
Riudellots de la Selva est une commune de la province de Gérone, en Catalogne, en Espagne, de la comarque de la Selva.